# Staatspokal von Paraná
Der Staatspokal von Paraná (Taça FPF) war der Fußballverbandspokal des Bundesstaates Paraná in Brasilien. Er wurde seit 1998 mit mehreren Unterbrechungen vom Landesverband der Federação Paranaense de Futebol (FPF) ausgerichtet.
Der Gewinner des Staatspokals qualifiziert sich neben den drei Bestplatzierten der ersten Liga der Staatsmeisterschaft für den nationalen Pokalwettbewerb von Brasilien, der Copa do Brasil. Hat ein Verein sowohl die Meisterschaft als auch den Pokal in einer Saison gewonnen, erhält der unterlegene Pokalfinalist den Startplatz für die Copa do Brasil. In Zeiten, in denen der Pokalwettbewerb nicht stattfindet, geht sein Startplatz an den Viertplatzierten der ersten Staatsliga. In den Jahren 2007 und 2008 hat sich der Gewinner außerdem für den südbrasilianischen Superpokal qualifiziert.

## Pokalhistorie

### Gewinner nach Jahren
| - 1998 – Athletico Paranaense - 1999 – Grêmio Maringá - 2000 – nicht ausgetragen - 2001 – nicht ausgetragen - 2002 – nicht ausgetragen - 2003 – Athletico Paranaense - 2004 – nicht ausgetragen - 2005 – nicht ausgetragen - 2006 – Roma Esporte Apucarana - 2007 – J. Malucelli Futebol - 2008 – Londrina EC - 2009 – nicht ausgetragen - 2010 – nicht ausgetragen |  | 0 | - 2011 – nicht ausgetragen - 2012 – nicht ausgetragen - 2013 – nicht ausgetragen - 2014 – nicht ausgetragen - 2015 – Maringá FC - 2016 – Operário Ferroviário EC - 2017 – Maringá FC - 2018 – nicht ausgetragen - 2019 – Nacional AC - 2020 – abgesagt |

### Statistik
| Titel | Verein                  |
| ----- | ----------------------- |
| 2     | Athletico Paranaense    |
| 2     | Maringá FC              |
| 1     | Grêmio Maringá          |
| 1     | Roma Esporte Apucarana  |
| 1     | J. Malucelli Futebol    |
| 1     | Londrina EC             |
| 1     | Operário Ferroviário EC |
| 1     | Nacional AC             |